# Demarco
Demarco (em grego: δήμαρχος; romaniz.: dēmarchos; lit. "arconte do demo"; pl. δήμαρχοι, dēmarchoi) é um título historicamente dado a funcionários relacionados à administração cívica. Na Atenas Antiga, o título era dado ao magistrado-chefe eleito de cada um dos demos da Ática. Na literatura posterior, foi usado como uma tradução do ofício romano de tribuno da plebe (tribunus plebis). No Império Bizantino, era o líder de uma das facções de corrida (então conhecidas como "demos") do Hipódromo de Constantinopla. Preocupado em grande parte com o cerimonial nos primeiros séculos, a partir do século XI o título foi aplicado a vários cargos administrativos em Constantinopla, até o fim do império. No uso moderno, o termo é usado para o prefeito de um município.

## Grécia Antiga

### Atenas
Na Atenas Antiga, o demarco era o magistrado mais alto em cada um dos 139 demos (δήμοι, dēmoi, sing. δήμος, dēmos) que compunham a Ática após as reformas de Clístenes. Seu mandato durou um ano, e foi eleito entre os membros do demo, os demotas (δημώται, dēmotai), inicialmente por voto direto, mas no final do século IV a.C., era geralmente eleito por sorteio. O de Pireu foi inicialmente nomeado pela pólis (ou seja, a cidade-Estado ateniense), assim como o de Oropo; estes também acabaram sendo eleitos por sorteio entre todo o corpo de cidadãos atenienses. Em alguns demos, o ofício era epônimo, ou seja, era usado para datar, junto com os nomes dos arcontes epônimos de toda a pólis de Atenas.
Suas responsabilidades eram convocar e presidir a assembleia local, e supervisionar a execução de suas resoluções, bem como sua gravação à vista do público. Junto com os tesoureiros, supervisionava as propriedades fundiárias do demo e seu aluguel, bem como as despesas; junto com os sacerdotes, era responsável por festivais religiosos, sacrifícios ou apresentações teatrais. Como magistrado-chefe, também possuía poderes judiciais consideráveis, incluindo responsabilizar seu antecessor afastado a prestar contas e presidir a assembleia quando ela funcionava como um tribunal público. Caso o demo como um todo estivesse envolvido em um processo judicial, cabia a ele representá-lo perante o Helieia.
Ocupando uma posição crucial na interface entre o demo e a pólis ateniense, também foi encarregado de manter atualizado o registro de cidadãos do demo (ληξιαρχικόν γραμματεῖον, lēxiarchikon grammateion), que manteve lacrado em sua própria residência, bem como os registos dos cidadãos elegíveis para o serviço naval como remadores nas trirremes. Não está claro se também era responsável por manter os registros daqueles elegíveis para o serviço hoplita. Também tinha deveres fiscais, supervisionando confiscos e mantendo os registros de bens confiscados, além de coletar (antes de 387/86 a.C.) o imposto eisfora dos cidadãos proprietários.

### Outros usos
O cargo também é atestado em Quios no século VI a.C., onde o demarco foi nomeado ao lado do basileu, possivelmente encarregado de assuntos judiciais, enquanto em Erétria na Eubeia foi responsável por assuntos religiosos. Em Nápoles, originalmente uma colônia grega na Itália, era originalmente um ofício importante, ficando à frente da pólis. Não está claro se foi mantido por uma única pessoa ou por um colégio de titulares. Sobreviveu até o período romano, onde foi reduzido a um papel em grande parte simbólico, supervisionando atos e festivais religiosos públicos. Seus detentores incluíam os imperadores romanos Tito (r. 79–81) e Adriano (r. 117–138). O cargo sobreviveu pelo menos até a época de Constantino (r. 306–337). Escritores gregos também costumavam usar o termo para traduzir a magistratura romana de tribuno da plebe, provavelmente influenciados pelo uso do título em Nápoles e outras cidades gregas da região. O termo tribunicia potestas (lit "poder tribunício") foi assim traduzido δημαρχικὴ ἐξουσία (dēmarchikē exousia).

## Império Bizantino

### Antecedentes
Na Antiguidade Tardia, o termo "demos" (dēmoi) passou a ser usado às associações responsáveis pela organização de jogos e corridas de bigas. Havia geralmente quatro, conhecidos por suas cores como Azuis (Βένετοι, Venetoi), Verdes (Πράσινοι, Prasinoi), Brancos (Λευκοὶ, Leukoi) e Vermelhos (Ῥούσιοι, Rhousioi). Os Azuis e Verdes foram os mais importantes, com os Brancos e Vermelhos como seus respectivos parceiros juniores. Na Antiguidade Tardia, se espalharam por todo o Império Bizantino e até desempenharam um importante papel político, tanto como líderes de aclamações cerimoniais ao imperador no Hipódromo de Constantinopla, quanto como organizadores de tumultos urbanos nas grandes cidades do império, notadamente a Revolta de Nica em Constantinopla. No entanto, após as conquistas muçulmanas e a crise do século VII, os demos ficaram restritos a Constantinopla e foram reduzidos a um papel puramente cerimonial como parte integrante da administração: seu pessoal tinha cargos na corte e recebia salários dos prepósitos. De acordo com o Cletorológio de 899, apenas os Azuis e os Verdes sobreviveram, separados em "da cidade" (πολιτικοὶ, politikoi), sob um demarco, e "suburbano" (περατικοὶ, peratikoi), sob um democrata, um papel que foi confiado a altos oficiais militares: o doméstico das escolas para os Azuis e o doméstico dos excubitores para os Verdes. Todos estes foram agrupados sob o rótulo genérico de democratas.

### História e funções
O título de demarco é atestado com segurança pela primeira vez em 602. A Pátria de Constantinopla do século X refere-se a dois demarcos sob Teodósio II (r. 408–450), mas isso é provavelmente um anacronismo. No uso popular, às vezes são chamados de diécetas (διοικηταὶ; dioikētai). Seu papel exato não é claro: em vista de seu papel cerimonial nos séculos posteriores, Alan Cameron sugeriu que eram condutores de claque, enquanto G. Manojlovic os considerava comandantes militares de uma milícia recrutada pelos demos. Em meados do século IX, o demarco era um funcionário do governo, como atestado no Taktikon Uspensky e selos de ofício, mantendo dignidades como hípato ou protoespatário na hierarquia da corte. O Cletorológio registra sua equipe de funcionários subalternos:
- um representante (δευτερεύων, deutereuōn, "o segundo")[13][15]
- um cartulário (χαρτουλάριος, chartoulários) e um notário (νοτάριος, notários)[15][16]
- um poeta (ποιητής, poiētēs) e um compositor (μελιστής, elistēs) pelas aclamações durante as cerimônias[15][16]
- um arconte (ἅρχων, archōn) e os "primeiros" (τὰ πρωτεῖα, ta prōteia), cujo papel é obscuro[15][16]
- um "supervisor de bairro" ou gitoniarca (γειτονιάρχης, geitoniarchēs), cujas funções exatas não são claras[14][17][18]
- os cocheiros (ἡνίοχοι, hēniochoi), especificamente os oficiais conhecidos como factionários (φακτιονάριος) dos Azuis e Verdes e os micropanitas (μικροπανίτης, mikropanitēs) dos Brancos e Vermelhos[15][18]
- os membros ordinários (δημῶται, dēmōtai)[15][18]

O pessoal do hipódromo não fazia parte de sua equipe. No Sobre das Cerimônias]] do imperador Constantino VII, as cerimônias de promoção para os demarcos são registradas, bem como para seus subalternos.
No século XI, os demarcos que aparecem nos selos também ocupam cargos na administração, como símpono e logariasta. A continuidade com seus antepassados dos séculos IX e X não é clara. O título sobreviveu até o período Paleólogo, encarregado de vários deveres administrativos em Constantinopla: de acordo com uma carta do patriarca Atanásio I (1289-1293 e 1303-1309), dois demarcos eram responsáveis por supervisionar o comércio de grãos e a produção de pão, enquanto mais tarde, no século XIV, administrava os bairros (gitônias) da cidade. No livro de cerimônias de pseudo-Codino de meados do século XIV, as bandeiras (φλάμουλα, phlamoula) dos demarcos são mencionadas como seguindo as de todos os outros oficiais em procissões. Durante o cerco final de Constantinopla em 1453, assumiram o papel de comandantes militares.